# Blinky Bill – A film
A Blinky Bill – A film (eredeti cím: Blinky Bill the Movie) 2015-ben bemutatott egész estés ausztrál 3D-s számítógépes animációs film, amelyet Deane Taylor, Noel Cleary, Alexs Stadermann és Alex Weight rendezett. A zenéjét Dale Cornelius szerezte, a Flying Bark Productions készítette, a StudioCanal és a Shout! Factory forgalmazta.
Ausztráliában 2015. szeptember 17-én, Magyarországon 2015. november 19-én mutatták be mozikban.

## Szereplők
| Szereplő             | Eredeti hang          | Magyar hang            |
| -------------------- | --------------------- | ---------------------- |
| Blinky Bill          | Ryan Kwanten          | Czető Ádám             |
| Mogyorócska          | Robin McLeavy         | Tamási Nikolett        |
| Jacko                | David Wenham          | Scherer Péter          |
| Wombo                | Barry Humphries       | Borbiczki Ferenc       |
| William Bill         | Richard Roxburgh      | Sebestyén András       |
| Betty Bill           | Deborah Mailman       | Náray Erika            |
| Raplimancs           | Barry Otto            | Reviczky Gábor         |
| Sir Claude, a macska | Rufus Sewell          | Harsányi Gábor         |
| Locsi                | Toni Collette         | Spilák Klára           |
| Fecsi                | Toni Collette         | Spilák Klára           |
| Richie               | Billy Birmingham      | Vincze Gábor Péter     |
| Tony                 | Billy Birmingham      | Szokol Péter           |
| Pukkancs             | Charlotte Rose Hamlyn | Mahó Andrea            |
| Jorge                | Tin Pang              | Pusztaszeri Kornél     |
| Robert               | Cam Ralph             | Galbenisz Tomasz       |
| Lakli                | Cam Ralph             | Takátsy Péter          |
| Állatgondozók        | N/A                   | F. Nagy Eszter         |
| Állatgondozók        | N/A                   | Horváth-Töreki Gergely |
| Állatgondozók        | N/A                   | Sörös Miklós           |

- További magyar hangok: Juhász Zoltán, Vida Péter